# Нестерино
Нестерино — деревня в составе Воздвиженского сельсовета в Воскресенском районе Нижегородской области.

## География
Находится на расстоянии примерно 28 километров по прямой на восток от районного центра поселка  Воскресенское.

## История
Деревня изначально имела марийское население. Входила в Макарьевский уезд Нижегородской губернии, в 1859 году отмечено 13 дворов и 98 жителей. В 1911 году учтено 26 дворов, а в 1925 году 261 житель.

## Население
Постоянное население составляло 2 человека (русские 100%) в 2002 году, 0 в 2010 году .